# Phronia longicosta
Phronia longicosta är en tvåvingeart som först beskrevs av Enrico Adelelmo Brunetti 1912.  Phronia longicosta ingår i släktet Phronia och familjen svampmyggor. Inga underarter finns listade i Catalogue of Life.